# Course en ligne de l'Open de Suède Vårgårda 2014
La 9e édition de la course en ligne de l'Open de Suède Vårgårda a eu lieu le 24 août 2014. Il s'agit de l'avant-dernière manche de la Coupe du monde de cyclisme sur route féminine.

## Parcours
Douze tours du circuit urbains sont parcourus. Il utilise des routes étroites et comporte une côte courte mais raide.

## Récit de la course
La course est pluvieuse. Malin Rydlund est la première à parvenir à s'échapper. Elle est rejointe de Vera Koedooder à la fin du premier tour. Ensemble, elles comptent jusqu'à trois minutes d'avance. Des attaques de Chantal Blaak et Maaike Polspoel secouent le peloton. Finalement, un groupe de huit coureuses s'extrait du peloton et revient sur les deux échappées. L'équipe Orica-AIS est absente et mène donc une longue poursuite. Une fois le groupe repris, les attaques s'enchaînent dans les vingt-cinq derniers kilomètres. L'équipe Rabo Liv Women est particulièrement active. Dans la dernière ascension, Chantal Blaak part mais est rejointe par un groupe d'une vingtaine de coureuses. À trois kilomètres de l'arrivée, Roxane Knetemann attaque et est suivie par Amy Pieters et Chantal Blaak. Cette dernière tente de lâcher ses compagnonnes d'échappée, mais c'est au sprint que se joue la victoire. Amy Pieters lance le sprint mais Chantal Blaak s'impose, Roxane Knetemann est troisième. Marianne Vos prend la quatrième place devant Emma Johansson.

## Classements

### Classement final
| \| Classement général \| Classement général \| Classement général \| Classement général \| Classement général \| \| Coureuse \| Coureuse \| Pays \| Équipe \| Temps \| \| ------------------ \| -------------------- \| ------------------ \| --------------------- \| ------------------ \| \| 1re \| Chantal Blaak \| Pays-Bas \| Specialized-Lululemon \| 3 h 26 min 22 s \| \| 2e \| Amy Pieters \| Pays-Bas \| Giant-Shimano \| + 0 s \| \| 3e \| Roxane Knetemann \| Pays-Bas \| Rabo Liv Women \| + 0 s \| \| 4e \| Marianne Vos \| Pays-Bas \| Rabo Liv Women \| + 5 s \| \| 5e \| Kirsten Wild \| Pays-Bas \| Giant-Shimano \| + 5 s \| \| 6e \| Lisa Brennauer \| Allemagne \| Specialized-Lululemon \| + 5 s \| \| 7e \| Annemiek van Vleuten \| Pays-Bas \| Rabo Liv Women \| + 5 s \| \| 8e \| Lizzie Armitstead \| Royaume-Uni \| Boels Dolmans \| + 5 s \| \| 9e \| Lucinda Brand \| Pays-Bas \| Rabo Liv Women \| + 5 s \| \| 10e \| Emma Johansson \| Suède \| Orica-AIS \| + 5 s \| |                      |             |                       |                 |
| |                      |             |                       |                 |
| Source : Cycling Quotient |                      |             |                       |                 |
| Classement général |                      |             |                       |                 |
| Coureuse | Coureuse             | Pays        | Équipe                | Temps           |
| 1re | Chantal Blaak        | Pays-Bas    | Specialized-Lululemon | 3 h 26 min 22 s |
| 2e | Amy Pieters          | Pays-Bas    | Giant-Shimano         | + 0 s           |
| 3e | Roxane Knetemann     | Pays-Bas    | Rabo Liv Women        | + 0 s           |
| 4e | Marianne Vos         | Pays-Bas    | Rabo Liv Women        | + 5 s           |
| 5e | Kirsten Wild         | Pays-Bas    | Giant-Shimano         | + 5 s           |
| 6e | Lisa Brennauer       | Allemagne   | Specialized-Lululemon | + 5 s           |
| 7e | Annemiek van Vleuten | Pays-Bas    | Rabo Liv Women        | + 5 s           |
| 8e | Lizzie Armitstead    | Royaume-Uni | Boels Dolmans         | + 5 s           |
| 9e | Lucinda Brand        | Pays-Bas    | Rabo Liv Women        | + 5 s           |
| 10e | Emma Johansson       | Suède       | Orica-AIS             | + 5 s           |